# Reithrodontomys fulvescens
Reithrodontomys fulvescens — вид гризунів родини Cricetidae. Він зустрічається в Сальвадорі, Гватемалі, Гондурасі, Мексиці, Нікарагуа та США.